# Đội tuyển bóng đá quốc gia Afghanistan
Đội tuyển bóng đá quốc gia Afghanistan (tiếng Pashto: د افغانستان د فوټبال ملي لوبډله Da Afghānestān da Fūṭbāl Millī Lobḍala, tiếng Dari: تیم ملی فوتبال افغانستان) là đội tuyển cấp quốc gia của Afghanistan do Liên đoàn bóng đá Afghanistan quản lý. Được thành lập vào năm 1922, đội đã thi đấu trận đấu quốc tế đầu tiên với Ấn Độ tại Kabul vào năm 1941. Afghanistan sau đó gia nhập FIFA vào năm 1948 và AFC vào năm 1954. Afghanistan là một trong những thành viên sáng lập Liên đoàn bóng đá châu Á (AFC). Đội thi đấu các trận đấu trên sân nhà tại Sân vận động Ghazi ở Kabul, thủ đô của Afghanistan. Cờ đại diện của đội từ tháng 8 năm 2021 là cờ của Cộng hòa Hồi giáo Afghanistan thay vì cờ trắng của Taliban.

## Thành tích

### Giải vô địch bóng đá thế giới
- 1930 đến 2002 - Không tham dự
- 2006 đến 2026 - Không vượt qua vòng loại

### Cúp bóng đá châu Á
- 1956 - Bỏ cuộc
- 1960 đến 1972 - Không tham dự
- 1976 đến 1984 - Không vượt qua vòng loại
- 1988 đến 2000 - Không tham dự
- 2004 - Không vượt qua vòng loại
- 2007 - Không tham dự
- 2011 đến 2023 - Không vượt qua vòng loại

### Thế vận hội
- (Nội dung thi đấu dành cho cấp đội tuyển quốc gia cho đến kỳ Đại hội năm 1988)

| Năm           | Thành tích    | Pld           | W             | D             | L             | GF            | GA            |
| ------------- | ------------- | ------------- | ------------- | ------------- | ------------- | ------------- | ------------- |
| 1900 đến 1936 | Không tham dự | Không tham dự | Không tham dự | Không tham dự | Không tham dự | Không tham dự | Không tham dự |
| 1948          | Vòng sơ loại  | 1             | 0             | 0             | 1             | 0             | 6             |
| 1952          | Không tham dự | Không tham dự | Không tham dự | Không tham dự | Không tham dự | Không tham dự | Không tham dự |
| 1956 đến 1960 | Bỏ cuộc       | Bỏ cuộc       | Bỏ cuộc       | Bỏ cuộc       | Bỏ cuộc       | Bỏ cuộc       | Bỏ cuộc       |
| 1964 đến 1988 | Không tham dự | Không tham dự | Không tham dự | Không tham dự | Không tham dự | Không tham dự | Không tham dự |
| Tổng cộng     | Vòng sơ loại  | 1             | 0             | 0             | 1             | 0             | 6             |

### Á vận hội
- (Nội dung thi đấu dành cho cấp đội tuyển quốc gia cho đến kỳ Đại hội năm 1998)

| Năm           | Thành tích    | Pld           | W             | D             | L             | GF            | GA            |
| ------------- | ------------- | ------------- | ------------- | ------------- | ------------- | ------------- | ------------- |
| 1951          | Hạng tư       | 2             | 0             | 0             | 2             | 0             | 5             |
| 1954          | Vòng bảng     | 2             | 0             | 0             | 2             | 4             | 12            |
| 1958 đến 1998 | Không tham dự | Không tham dự | Không tham dự | Không tham dự | Không tham dự | Không tham dự | Không tham dự |
| Tổng cộng     | 1 lần hạng tư | 4             | 0             | 0             | 4             | 4             | 17            |

### Giải vô địch bóng đá Nam Á
| Năm           | Thành tích    | Pld           | W             | D             | L             | GF            | GA            |
| ------------- | ------------- | ------------- | ------------- | ------------- | ------------- | ------------- | ------------- |
| 1993 đến 1999 | Không tham dự | Không tham dự | Không tham dự | Không tham dự | Không tham dự | Không tham dự | Không tham dự |
| 2003          | Vòng bảng     | 3             | 0             | 0             | 3             | 0             | 6             |
| 2005          | Vòng bảng     | 3             | 1             | 0             | 2             | 3             | 11            |
| 2008          | Vòng bảng     | 3             | 0             | 2             | 1             | 5             | 7             |
| 2009          | Vòng bảng     | 3             | 0             | 0             | 3             | 1             | 7             |
| 2011          | Á quân        | 5             | 3             | 1             | 1             | 13            | 7             |
| 2013          | Vô địch       | 5             | 4             | 1             | 0             | 9             | 1             |
| 2015          | Á quân        | 5             | 4             | 0             | 1             | 17            | 3             |
| Tổng cộng     | 1 lần vô địch | 27            | 12            | 4             | 11            | 48            | 42            |

### Cúp Challenge AFC
| Năm       | Thành tích               | Pld                      | W                        | D                        | L                        | GF                       | GA                       |
| --------- | ------------------------ | ------------------------ | ------------------------ | ------------------------ | ------------------------ | ------------------------ | ------------------------ |
| 2006      | Vòng bảng                | 3                        | 0                        | 2                        | 1                        | 3                        | 5                        |
| 2008      | Vòng bảng                | 3                        | 0                        | 0                        | 3                        | 0                        | 10                       |
| 2010      | Bỏ cuộc                  | Bỏ cuộc                  | Bỏ cuộc                  | Bỏ cuộc                  | Bỏ cuộc                  | Bỏ cuộc                  | Bỏ cuộc                  |
| 2012      | Không vượt qua vòng loại | Không vượt qua vòng loại | Không vượt qua vòng loại | Không vượt qua vòng loại | Không vượt qua vòng loại | Không vượt qua vòng loại | Không vượt qua vòng loại |
| 2014      | Hạng 4                   | 5                        | 1                        | 2                        | 2                        | 4                        | 4                        |
| Tỏng cộng | 1 lần hạng tư            | 11                       | 1                        | 4                        | 6                        | 7                        | 19                       |

## Danh hiệu
Giải vô địch bóng đá Nam Á/SAFF Cup:
- Vô địch (1): 2013
- Á quân (2): 2011, 2015

Đại hội thể thao Nam Á:
- Á quân (1): 2010

## Các Huấn luyện viên
In nghiên: Huấn luyện viên tạm quyền
- Không có (1941–75)
- Vladimir Salenko (1975–1976)
- Sergei Salnikov (1976–1977)
- Nikolai Yefimov (1977-1978)
- Islam Gul (1978–1979)
- Sayed Ahmad Zia Muzafari (1979–1981)
- Khwaja Aziz (1981–1987)
- Gennadi Sarychev (1987–1988)
- Không có[4] (1988–2003)
- Mir Ali Asghar Akbarzada (2003–2004)
- Mohammad Yousef Kargar (2004–2005)
- Klaus Stärk (2005–2008)
- Mohammad Yousef Kargar (2008–2014)
- Erich Rutemöller (2014–2015)
- Hossein Saleh (2015)
- Slaven Skeledžić (2015)
- Petar Segrt (2015–2016)
- Anoush Dastgir (2016–2017)
- Otto Pfister (2017–2018)
- Anoush Dastgir (2018–2023)
- Farhad Kazemi (2023–nay)

## Đội hình
Các cầu thủ sau đây đã được triệu tập cho trận giao hữu với Sài Gòn FC & Việt Nam và cho vòng loại Asian Cup 2023 vào ngày 8-14 tháng 6 năm 2022.
| Số | VT | Cầu thủ                   | Ngày sinh (tuổi)  | Trận | Bàn | Câu lạc bộ         |
| -- | -- | ------------------------- | ----------------- | ---- | --- | ------------------ |
| 1  | TM | Ovays Azizi               | 29 tháng 1, 1992  | 37   | 0   | Ariana             |
| 22 | TM | Faisal Hamidi             | 6 tháng 7, 1997   | 3    | 0   | Toofan Harirod     |
| 23 | TM | Hellal Hosainie           | 21 tháng 3, 1997  | 1    | 0   | Hessen Dreieich    |
|    |    |                           |                   |      |     |                    |
| 21 | HV | Sharif Mukhammad          | 21 tháng 3, 1990  | 28   | 2   | Gokulam Kerala     |
| 2  | HV | David Najem               | 26 tháng 5, 1992  | 12   | 0   | New Mexico United  |
| 14 | HV | Maziar Kouhyar            | 30 tháng 9, 1997  | 10   | 0   | York               |
| 12 | HV | Najim Haidary             | 26 tháng 12, 1999 | 8    | 0   | Den Bosch          |
|    |    |                           |                   |      |     |                    |
| 10 | TV | Faysal Shayesteh          | 21 tháng 6, 1991  | 53   | 10  | DUNO               |
| 4  | TV | Abassin Alikhil           | 19 tháng 4, 1991  | 40   | 0   | Hessen Dreieich    |
| 19 | TV | Omid Popalzay             | 25 tháng 1, 1996  | 33   | 5   | Chittagong Abahani |
| 8  | TV | Farshad Noor (Đội trưởng) | 2 tháng 10, 1994  | 27   | 2   | Al Hala            |
| 17 | TV | Mustafa Zazai             | 4 tháng 11, 1992  | 26   | 3   | Boeung Ket         |
| 16 | TV | Milad Intezar             | 4 tháng 11, 1992  | 24   | 0   | SteDoCo            |
| 6  | TV | Noor Husin                | 3 tháng 3, 1997   | 17   | 0   | Southend United    |
| 5  | TV | Adam Najem                | 19 tháng 1, 1995  | 15   | 0   | Edmonton           |
| 13 | TV | Mohammad Naeem Rahimi     | 4 tháng 4, 1994   | 5    | 0   | Altona Magic       |
| 15 | TV | Hossein Zamani            | 23 tháng 11, 2002 | 3    | 2   | NEC                |
| 3  | TV | Habibulla Askar           | 9 tháng 8, 1999   | 0    | 0   | Ariana             |
|    |    |                           |                   |      |     |                    |
| 20 | TĐ | Mustafa Hadid             | 25 tháng 8, 1988  | 38   | 1   | Eintracht Rheine   |
| 11 | TĐ | Norlla Amiri              | 23 tháng 8, 1991  | 31   | 4   | Ariana             |
| 7  | TĐ | Zubayr Amiri              | 2 tháng 5, 1990   | 33   | 5   | Hessen Dreieich    |
| 9  | TĐ | Fareed Sadat              | 10 tháng 1, 1998  | 5    | 0   | Phnom Penh Crown   |

### Triệu tập gần đây
The following players have been called up for the team within the last 12 months and are still available for selection.
| Vt | Cầu thủ           | Ngày sinh (tuổi)  | Số trận | Bt | Câu lạc bộ        | Lần cuối triệu tập             |
| -- | ----------------- | ----------------- | ------- | -- | ----------------- | ------------------------------ |
| TM | Hamidullah Wakily | 30 tháng 6, 1994  | 3       | 0  | De Maiwand Atalan | v. Ấn Độ, 15 June 2021         |
| TM | Jaylen Hofmann    | 21 tháng 9, 2003  | 0       | 0  | FC Oberneuland    | v. Indonesia, 16 November 2021 |
|    |                   |                   |         |    |                   |                                |
| HV | Hassan Amin       | 12 tháng 10, 1991 | 28      | 2  | Unattached        | v. Ấn Độ, 15 June 2021         |
| HV | Hussain Alizada   | 2 tháng 5, 1996   | 0       | 0  | Shaheen Asmayee   | v. Ấn Độ, 15 June 2021         |
|    |                   |                   |         |    |                   |                                |
| TV | Fardin Hakimi     | 15 tháng 1, 1995  | 8       | 0  | Arambagh KS       | v. Ấn Độ, 15 June 2021         |